# Stephen Colbert
Stephen Tyrone Colbert (Washington, D.C., 13 de maio de 1964) é um apresentador, comediante, argumentista, escritor, produtor e ator americano. Ficou conhecido por apresentar o Colbert Report e apresentou o Late Show with Stephen Colbert, da rede CBS, substituindo o apresentador anterior do Late Show, David Letterman.

## Biografia
Stephen Colbert nasceu em Washington DC, mas foi criado na Carolina do Sul e é o mais novo de onze irmãos de uma família de origem irlandesa católica. O seu pai, James William Colbert Jr. era imunologista e decano da Faculdade de Medicina da Universidade de Yale, na Universidade de Saint Louis e na Universidade de Medicina da Carolina do Sul. A sua mãe, Lorna Elizabeth Colbert, era dona de casa.
Quando Stephen tinha 10 anos de idade, a 11 de setembro de 1974, o seu pai e dois dos seus irmãos mais velhos, morreram num acidente de avião. Pouco depois do acidente, a sua mãe mudou-se com a família para a zona urbana de East Bay Street em Charleston. A transição foi difícil para Stephen, que teve dificuldade em travar amizades no novo bairro.
Durante a adolescência, Stephen interessou-se por ficção científica e fantasia, particularmente pelos livros de J.R.R. Tolkien, de quem continua a ser um fã acérrimo. Interessou-se ainda por jogos de role-playing como Dungeons & Dragons e afirma que estes o ajudaram a desenvolver as suas capacidades de representação e improviso.
Stephen frequentou a Porter-Gaud School, uma escola episcopal em Charleston. Aí participou em várias peças de teatro e contribuiu para o jornal da escola, porém, não foi um aluno brilhante. Stephen queria ser biologista marinho enquanto crescia, mas uma cirurgia que correu mal ao ouvido impossibilitou-o de fazer mergulho e, consequentemente, teve de escolher outra área de estudos. A cirurgia deixou-o ainda surdo do ouvido direito.
Durante algum tempo, Stephen não sabia se frequentaria a universidade, mas acabou por se candidatar e ser aceite na Hampden-Sydney College na Virgínia em 1982. Na universidade, continuou a participar em peças de teatro enquanto estudava Filosofia. Em 1984, Stephen pediu transferência para a Universidade Northwestern no Illinois, onde estudou Representação, tendo concluído o curso em 1986.
Stephen é casado com Evelyn McGee-Colbert desde 1993 e o casal tem três filhos:  Madeleine (n. 1995), Peter (n. 1998), e John (n. 2002), É católico praticante e ensina catequese.

## Carreira
Colbert trabalhou na rede de televisão Comedy Central de 1997 a 2014, atuando inicialmente como "correspondente" do jornal humorístico The Daily Show - como os outros supostos correspondentes do programa, ele gravava suas inserções em estúdio. Colbert era conhecido pelo estilo irônico, utilizando-se de aparentes falácias para ilustrar uma mensagem de forma enviesada.
O sucesso alcançado no Daily Show levou à saída, em 2005, para apresentar seu próprio programa jornalístico na emissora: o Colbert Report, onde satiriza o pensamento conservador dos Estados Unidos; sua crítica é dirigida, em especial, ao Partido Republicano e à emissora Fox News. Protagonista do Colbert Report, Stephen Colbert representa uma personagem, de mesmo nome, que se caracteriza pela ingenuidade e ignorância, fé na corrente política do então governo Bush e idolatria ao jornalista conservador Bill O'Reilly, cujo show The O'Reilly Factor serviu de inspiração para o The Colbert Report.
Em 2007, Colbert publicou o livro I Am America (And So Can You), que encabeçou a lista dos mais vendidos do jornal The New York Times, além de participar anteriormente do best-seller America (The Book). Ele já esteve presente na lista das 100 pessoas mais influentes do mundo, editada pela revista Time; recebeu três prêmios Emmy e dois Peabody.
Em 2006, Stephen Colbert recebeu grande atenção no meio político internacional ao ser convidado a se apresentar diante dos maiores nomes da política e imprensa norte-americana, no aclamado jantar anual da Associação dos Correspondentes da Casa Branca. Durante sua performance, Colbert utilizou seu personagem (um caricato âncora de TV conservador) para promover um verdadeiro "roast" do presidente George W. Bush, elogiando-o ironicamente enquanto tecia diversas críticas provocativas à sua administração, caçoava de sua baixa popularidade e fazia piadas com o relacionamento entre governo e mídia. Desde então demonstrações adicionais da enorme inserção de Colbert no meio político norte-americano incluem as frequentes participações do presidente dos Estados Unidos, Barack Obama, em seu show - sendo que o mandatário norte-americano já chegou até mesmo a tomar o lugar do comediante e apresentar em pessoa o Colbert Report.
Em 10 de abril de 2014, a rede de televisão CBS deu uma coletiva de imprensa onde afirmou que Colbert "iria substituir David Letterman como anfitrião do programa The Late Show, assim que Letterman se aposentar". Colbert não apresenta o programa na forma (sátira) do personagem que ele fazia no The Colbert Report. O programa estreou em 8 de setembro de 2015 e foi bem recebido pela crítica e pelo público.